# Agekianella insularis
Agekianella insularis är en stekelart som först beskrevs av Hoffer 1982.  Agekianella insularis ingår i släktet Agekianella och familjen sköldlussteklar. Inga underarter finns listade i Catalogue of Life.